# Višina
Višína je mera v navpični smeri. Mera v vodoravni smeri je po navadi dolžina. Višina poleg dolžine in širine tako predstavlja eno od treh razsežnosti v trirazsežnem prostoru. V splošni rabi ima višina dva pomena. Lahko nakazuje kako je nekaj (telo, figura, objekt) visoko (fizična izmera), ali pa na kakšni višini leži (razdalja, oddaljenost). Na primer: »Višina zgradbe je 50 m« ali »višina letala je 10.000 m«. V drugem primeru gre za nadmorsko višino.